# Nam vương Siêu quốc gia 2019
Nam vương Siêu quốc gia 2019 là cuộc thi Nam vương Siêu quốc gia lần thứ 4 được tổ chức vào ngày 7 tháng 12 năm 2021 tại Trung tâm hội nghị quốc tế, Katowice, Ba Lan. Prathamesh Maulingkar đến từ Ấn Độ đã trao lại danh hiệu cho người kế nhiệm, Nate Crnkovich đến từ Hoa Kỳ.

## Chương trình

### Ban giám khảo
- Gerhard von Lipinski - Chủ tịch Hoa hậu & Nam vương Siêu quốc gia
- Anntonia Porsild - Hoa hậu Siêu quốc gia 2019 đến từ Thái Lan
- Prathamesh Maulingkar - Nam vương Siêu quốc gia 2018 đến từ Ấn Độ
- Leila Lopes - Hoa hậu Hoàn vũ 2011 đến từ Angola
- Paweł Węgrzyn - Nhà thiết kế thời trang
- Agnieszka Kaczorowska-Pela - Nữ diễn viên
- Paulina Sykut-Jeżyna - Nhà báo tại Polsat
- Agnieszka Hyży - Nhà báo tại Polsat
- Joseph Liu - Chủ tịch của Calvin Klein
- Janja Lesar - Biên đạo múa

## Kết quả

### Thứ hạng
| Kết quả                      | Thí sinh |
| ---------------------------- | --- |
| Nam vương Siêu quốc gia 2019 | - Hoa Kỳ - Nate Crnkovich |
| Á vương 1                    | - Brasil - Ítalo Cerqueira |
| Á vương 2                    | - Perú - Alonso Martínez |
| Á vương 3                    | - Ba Lan - Tomasz Zarzycki |
| Á vương 4                    | - Venezuela - Leonardo Carrero |
| Top 10                       | - Ecuador - Nicolás Asanza - Ấn Độ - Varun Verma - Cộng hòa Séc - Jan Solfronk - Cộng hòa Dominica - Angel Holguín - Nam Phi - Rushil Jina § |
| Top 20                       | - Canada - Nathan Johnson - Chile - Mario Irazzoky - Philippines - Denver Hernández - Guinea Xích đạo - Diosdado Mangue - Indonesia - Enrique Dustin - Lào - Singkham Phommasone - Malta - Yosef Vassallo - Anh Quốc - Walter Chahwanda - Thái Lan - Chanchai Rungpaisit - Việt Nam - Trần Mạnh Khang |

- § Thí sinh chiến thắng giải thưởng Supra Fan Vote.

### Thứ tự công bố
| 1. Chile 2. Guinea Xích Đạo 3. Lào 4. Ấn Độ 5. Cộng hòa Séc 6. Canada 7. Hoa Kỳ 8. Thái Lan 9. Nam Phi 10. Việt Nam 11. Cộng hòa Dominica 12. Venezuela 13. Indonesia 14. Philippines 15. Anh Quốc 16. Ba Lan 17. Brazil 18. Malta 19. Ecuador 20. Peru | 1. Nam Phi 2. Cộng hòa Séc 3. Brazil 4. Venezuela 5. Peru 6. Ecuador 7. Ấn Độ 8. Ba Lan 9. Cộng hòa Dominica 10. Hoa Kỳ | 1. Brazil 2. Hoa Kỳ 3. Venezuela 4. Peru 5. Ba Lan |

### Nam vương Châu lục
| Danh hiệu                           | Thí sinh                                       |
| ----------------------------------- | ---------------------------------------------- |
| Nam vương Siêu quốc gia châu Phi    | - Nam Phi - Rushil Jina                        |
| Nam vương Siêu quốc gia châu Mỹ     | - Ecuador - Nicolás Asanz                      |
| Nam vương Siêu quốc gia châu Á      | - Ấn Độ - Varum Verma                          |
| Nam vương Siêu quốc gia vùng Caribe | - Cộng hòa Dominica - Ángel Holguín            |
| Nam vương Siêu quốc gia châu Âu     | - Cộng hòa Séc - Jan Solfronk                  |
| Nam vương Siêu quốc gia châu Úc     | - Nouvelle-Calédonie - Manutea Benet Brissonet |

## Giải thưởng đặc biệt
| Giải thưởng                               | Thí sinh                      |
| ----------------------------------------- | ----------------------------- |
| Top Model                                 | - Hoa Kỳ - Nate Crnkovich     |
| Mister Personality (Nam vương Phong cách) | - Anh Quốc - Walter Chahwanda |
| Mister Friendship (Nam vương Thân thiện)  | - Mexico - Gustavo Dousset    |
| Mister Photogenic (Nam vương Ảnh)         | - Ba Lan - Tomasz Zarzycki    |
| Best Body (Nam vương Có body đẹp nhất)    | - Hà Lan - Mitch Hart         |
| Digital Influencer                        | - Chile - Mario Irazzoky      |

## Các thử thách

### Mister Supra Talent(Nam vương Tài năng)
| Kết quả     | Thí sinh |
| ----------- | --- |
| Chiến thắng | - Tây Ban Nha - Manuel Soto                                                                                      |
| Top 5       | - Brazil - Italo Cerqueira - Ecuador - Nicolas Asanza - Nhật Bản - Reino Shimamura - Anh Quốc - Walter Chahwanda |

### Digital Influencer
Thí sinh chiến thẳng thử thách Digital Influencer sẽ được tiến thẳng vào Top 20: 
| Kết quả     | Thí sinh |
| ----------- | --- |
| Chiến thắng | - Chile - Mario Irazzoky |
| Top 10      | - Nam Phi - Rushil Jina - Brazil - Italo Cerqueira - Canada - Nathan Johnson - Ecuador - Nicolas Asanza - Hoa Kỳ - Nate Crnkovich - Ấn Độ - Varun Verma - Peru - Alonso Vivanco - Romania - Bogdan Nicolæ - Thụy Sĩ - Rafael Caria - Venezuela - Leonardo Carrero |

### Mister Supra Fan Vote(Nam vương Được yêu thích nhất)
Thí sinh chiến thắng thử thách Mister Fan Vote sẽ tiến thẳng vào Top 10: 
| Kết quả     | Thí sinh |
| ----------- | --- |
| Chiến thắng | - Nam Phi - Rushil Jina |
| Top 10      | - Philippines - Denver Hernandez - Ấn Độ - Varun Verma - Indonesia - Enrique Dustin - Jamaica - Rayon Davis - Peru - Alonso Vivanco - Puerto Rico - Héctor Rodríguez - Cộng hòa Dominica - Angel Holguin - Romania - Bogdan Nicolæ - Việt Nam - Trần Mạnh Khang |

## Thí sinh tham gia
40 thí sinh dự thi.
| Quốc gia/Vùng lãnh thổ | Thí sinh                | T.k.        |
| ---------------------- | ----------------------- | ----------- |
| Algérie                | Amar Mohammedi          | [ 5 ]       |
| Anh Quốc               | Walter Chahwanda        |             |
| Ấn Độ                  | Varun Verma             | [ 6 ]       |
| Ba Lan                 | Tomasz Zarzycki         | [ 7 ] [ 8 ] |
| Bolivia                | Wilder Ortiz            | [ 9 ]       |
| Brasil                 | Italo Cerqueira         |             |
| Canada                 | Nathan Johnson          |             |
| Chile                  | Mario Irazzoky          | [ 10 ]      |
| Colombia               | John Marrugo            |             |
| Ecuador                | Nicolás Asanza          |             |
| Ethiopia               | Yohanes Alemu           |             |
| Cộng hòa Dominica      | Angel Holguin           | [ 11 ]      |
| Guinea Xích Đạo        | Diosdado Mangue         |             |
| Hà Lan                 | Mitch Hart              | [ 12 ]      |
| Hàn Quốc               | Woo Chang Wook          |             |
| Hoa Kỳ                 | Nate Crnkovich          |             |
| Indonesia              | Enrique Dustin          | [ 13 ]      |
| Jamaica                | Rayon Davis             | [ 14 ]      |
| Kenya                  | Priyan Solanki          | [ 15 ]      |
| Lào                    | Singkham Phommasone     |             |
| Malta                  | Yosef Vassallo          |             |
| México                 | Gustavo Dousset         | [ 16 ]      |
| Moldova                | Giovanni Cretu          |             |
| Montenegro             | Stefan Vukmanović       |             |
| Nam Phi                | Rushil Jina             | [ 17 ]      |
| Nhật Bản               | Reino Shimamura         |             |
| Nouvelle-Calédonie     | Manutea Benet-Brissonet |             |
| Perú                   | Alonso Martinez         |             |
| Pháp                   | Mavryck Clavel          | [ 18 ]      |
| Philippines            | Denver Hernandez        | [ 19 ]      |
| Puerto Rico            | Héctor Rodriguez        |             |
| România                | Bogdan Nicolae          | [ 20 ]      |
| Cộng hòa Séc           | Jan Solfronk            |             |
| Slovakia               | Tomas Kucuk             |             |
| Suriname               | Artly Voorburg          | [ 21 ]      |
| Tây Ban Nha            | Manuel Soto             |             |
| Thái Lan               | Chanchai Rungpaisit     |             |
| Thụy Sĩ                | Rafael Caria            |             |
| Venezuela              | Leonardo Carrero        | [ 22 ]      |
| Việt Nam               | Trần Mạnh Khang         | [ 23 ]      |

## Chú ý

### Lần đầu
- Algeria
- Ecuador
- Kenya
- Lào
- Moldova
- Montenegro
- Nam Phi
- Việt Nam

### Trở lại
Tham gia lần cuối vào năm 2017: 
- Cộng hòa Séc
- Ethiopia
- Jamaica

Tham gia lần cuối vào năm 2016:
- Vương quốc Anh
- Thụy Sĩ

### Bỏ cuộc
- Argentina
- Trung Quốc
- Curacao
- Hawaii
- Ireland
- Myanmar
- Na Uy
- Panama
- Nga
- Sri Lanka
- Togo
- Trinidad và Tobago